# 2W1 Oka
2W1 Oka (ros. 2B1 Ока) – radziecki samobieżny moździerz kalibru 420 mm. Moździerz był przeznaczony do strzelania amunicją jądrową o masie 750 kg na odległość do 45 km.

## Historia
Zgodnie z dekretem Rady Ministrów ZSRR z dnia 18 listopada 1955 rozpoczęto prace nad moździerzem samobieżnym. Moździerz został opracowany w dwóch biurach konstrukcyjnych jednocześnie: jednostką artylerii zajmowało się Kołomneńskie Specjalne Biuro Konstrukcyjne Inżynierii Mechanicznej, a podwoziem (Obiekt 273, podwozie stanowił wysoce zmodyfikowany kadłub czołgu T-10, razem z silnikiem), zajmowało się biuro konstrukcyjne Zakładów Kirowa w Leningradzie.

## Konstrukcja
Kadłub, (został odwrócony w stosunku do standardowego kadłuba czołgu T-10), z silnikiem, skrzynią biegów i kołami napędowymi z przodu moździerza. Jest to rozwiązanie podobne do wielu innych dużych dział samobieżnych zbudowanych na istniejącym wcześniej podwoziu, ponieważ układ napędowy z tyłu uniemożliwiałby umieszczenie moździerza. W czasie przemieszczania moździerz był kierowany jedynie przez kierowcę-mechanika resztę załogi 6 osób transportowano na ciężarówce lub w transporterze opancerzonym.
Masa pojazdu przekraczała 55 ton, a długość gładkiej lufy wynosiła prawie 20 m. Pociski ładowano do zamka za pomocą dźwigu. Ze względu na trudność w załadowaniu pocisku, szybkostrzelność nie przekraczała 1 strzału na 5 minut. Moździerz mógł wznieść lufę pod kątem 75 stopni, ale nie wykonywał żadnego ruchu poprzecznego (na boki), co wymagało ruchu całego pojazdu podczas celowania. W trakcie modernizacji  inżynierowie rozwiązali ten problem za pomocą specjalistycznego mechanizmu obrotu, który pozwalał na bardziej precyzyjne ruchy. Zawieszenie podwozia zostało wzmocnione ośmioma dużymi amortyzatorami, tylne koła prowadzące gąsienice były opuszczane hydraulicznie podczas strzelania, ale ze względu na brak oporopowrotnika po oddaniu strzału pojazd cofał się o kilka metrów. Podczas prób z zastosowaniem pocisków z ładunkiem konwencjonalnym, amortyzatory nie wytrzymywały siły odrzutu, mechanizm obrotu poziomego został zerwany z mocowań, doszło też do innych awarii podwozia. Chociaż technicznie rzecz biorąc, moździerz osiągał swój cel, jakim było wystrzeliwanie potężnych pocisków na duże odległości, jednak odrzut uszkadzał  podwozie na którym był zamontowany.
Udoskonalanie moździerza trwało do 1960 roku, kiedy to Rada Ministrów ZSRR wydała dekret o zaprzestaniu prac nad Oką. Głównym powodem było pojawienie się taktycznych niekierowanych pocisków rakietowych na lżejszych podwoziach gąsienicowych o lepszych zdolnościach terenowych. W sumie w Zakładach Kirowa zbudowano cztery moździerze samobieżne.

## Prezentacja
7 listopada 1957 podczas parady wojskowej w Moskwie, Oka została po raz pierwszy zademonstrowana społeczności międzynarodowej. Niektórzy zagraniczni eksperci wyrażali opinię, że stanowisko artyleryjskie pokazane na placu Czerwonym było jedynie rekwizytem zaprojektowanym dla efektu odstraszania.

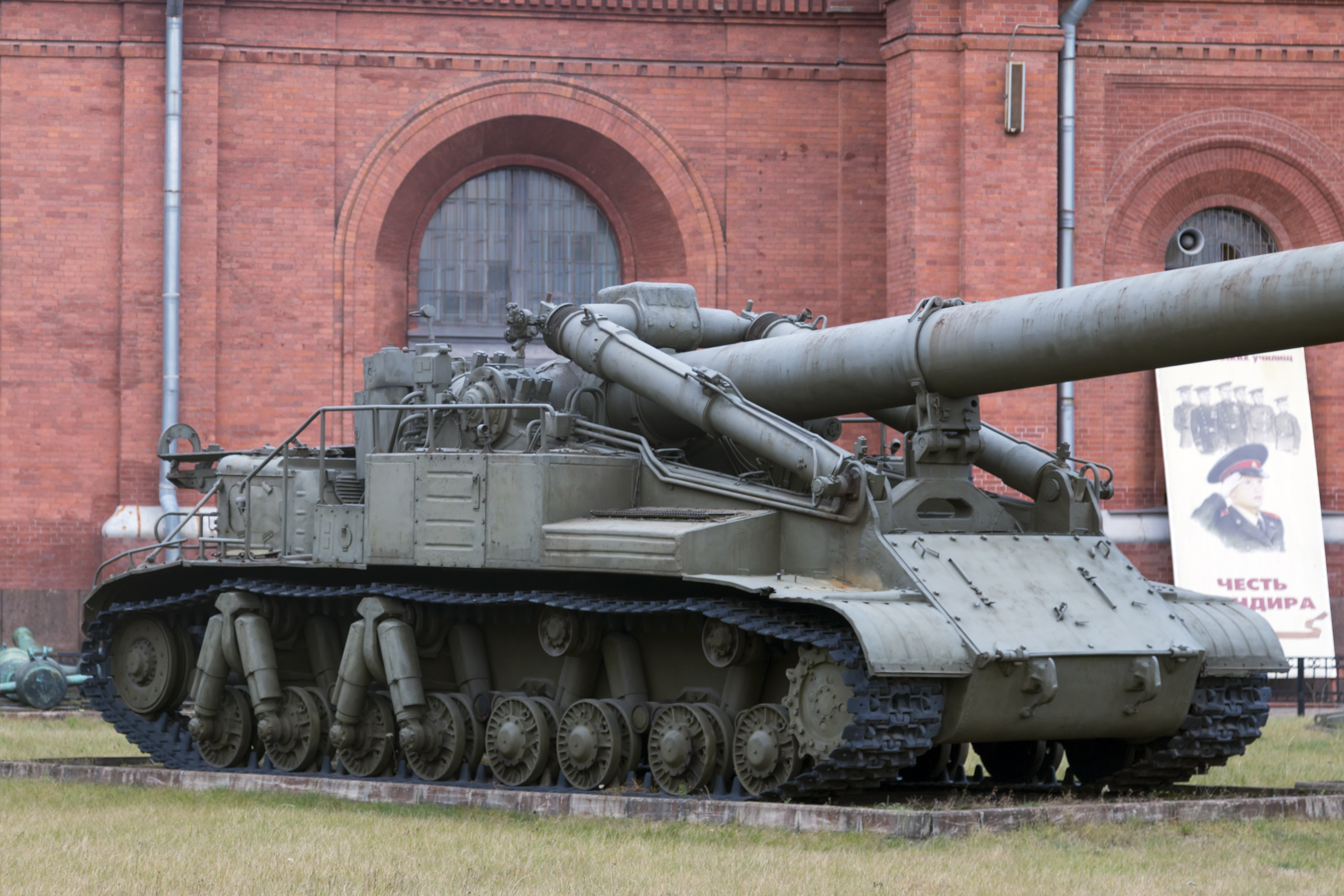
Oka z boku
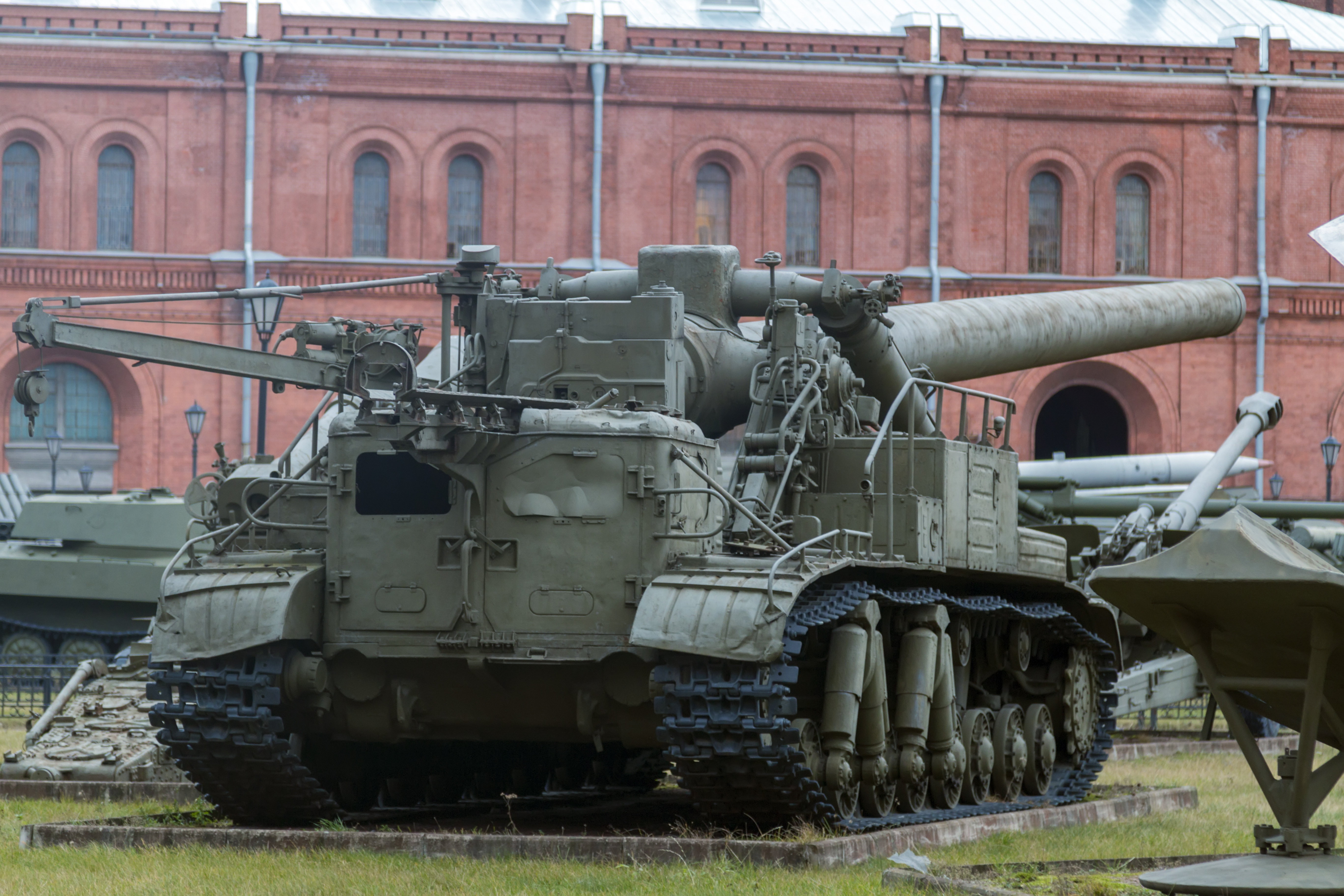
2W1 Oka z tyłu
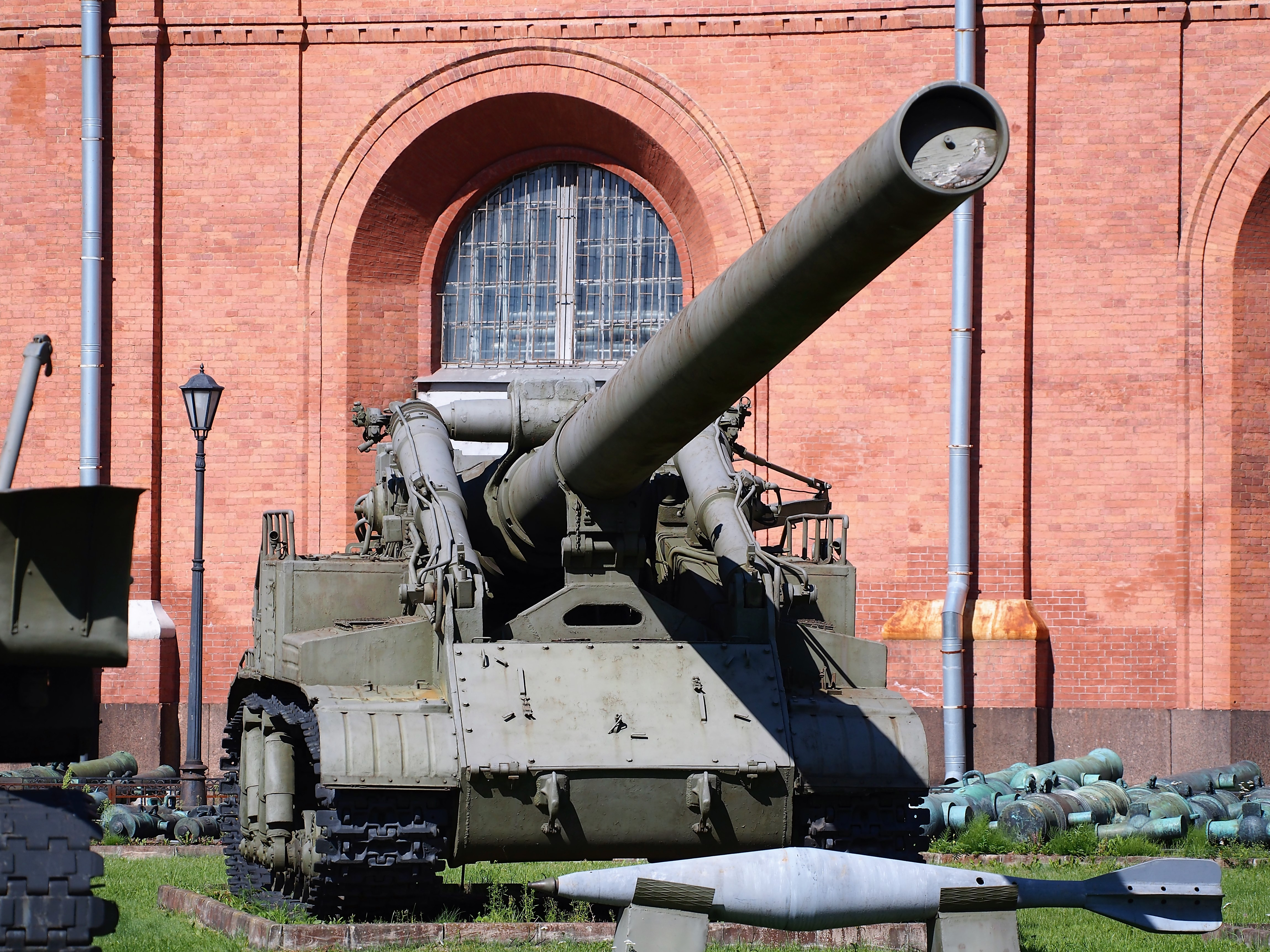
2W1 Oka, na pierwszym planie pocisk